# Eliane Elias
Eliane Elias (São Paulo, 19 de março de 1960) é uma pianista, cantora, compositora e arranjadora brasileira, vencedora de dois prêmios Grammy e dois prêmios Grammy Latino. Sua trajetória é marcada pela fusão entre jazz e música brasileira, incorporando elementos de suas raízes ao lado de influências do jazz instrumental e da música clássica. Além de seu trabalho ao piano, ela também atua como vocalista e compositora, explorando diferentes abordagens musicais ao longo de sua carreira.

## Biografia
Eliane Elias começou a tocar piano aos sete anos de idade, influenciada por sua mãe, Lucy, que era pianista clássica. Aos 13 anos, ingressou no Centro Livre de Aprendizagem Musical (CLAM), onde estudou com Amilton Godói, pianista do Zimbo Trio.
Aos quinze anos, Eliane Elias começou a se apresentar tocando composições próprias. Entre os 17 e 20 anos, trabalhou com Toquinho e Vinicius de Moraes. Após uma turnê na Europa em 1981, foi incentivada por Eddie Gomez a se mudar para Nova Iorque, onde foi convidada a integrar a banda Steps Ahead, com a qual gravou um álbum em 1983.
Após deixar o grupo, colaborou com o trompetista americano Randy Brecker, com quem teve uma filha, a cantora e compositora Amanda Brecker. O casal se separou no início dos anos 1990. No final da década de 1980, Eliane passou a incluir o canto em suas gravações.
Atualmente, vive com Marc Johnson, baixista de sua banda e ex-integrante do Bill Evans Trio, além de outros grupos conceituados. Ao longo de sua carreira, gravou diversos discos, incluindo duetos de piano com Herbie Hancock, Chick Corea e Chucho Valdés.

## Carreira
Eliane gravou inúmeros discos, incluindo duetos de piano com Herbie Hancock, Chick Corea e Chucho Valdés. Embora tenha começado sua carreira como pianista instrumental, passou a incorporar vocais em suas gravações no final da década de 1980.
Em 2021, seu álbum Mirror Mirror venceu tanto o Grammy quanto o Grammy Latino na categoria de Melhor Álbum de Jazz Latino. Já em 2022, seu álbum Quietude estreou em primeiro lugar nas paradas de jazz da Billboard, iTunes e Amazon. Em 2023, recebeu indicações ao Grammy e ao Grammy Latino nas categorias de Melhor Álbum de Jazz Latino e Melhor Álbum de Engenharia de Som, além de ser indicado ao Prêmio LIBERA de Melhor Álbum de Jazz Latino do ano.
Mirror Mirror é uma extraordinária gravação de duetos de piano de Eliane Elias com o lendário Chick Corea e o renomado pianista cubano Chucho Valdés. Embora suas gravações de grande sucesso frequentemente apresentem sua voz e maestria ao piano, o instrumento sempre foi seu primeiro amor e sua principal forma de expressão.
Com 31 álbuns lançados e mais de 2,5 milhões de cópias vendidas, Eliane Elias já realizou turnês em 77 países. Ao longo de sua carreira, conquistou quatro vezes o Gold Disc Award, venceu três vezes a categoria de Melhor Álbum Vocal no Japão e recebeu o Edison Lifetime Achievement Award na Holanda em 2018, entre outros reconhecimentos. Seus álbuns Love Stories (2019) e Mirror Mirror (2021) foram eleitos "Melhor Álbum do Ano" pela DownBeat Magazine – Masterpiece, além de, como grande parte de seus lançamentos anteriores, alcançarem o primeiro lugar nas paradas de jazz ao redor do mundo.
Eliane Elias recebeu duas indicações ao Prêmio LIBERA de Melhor Disco Latino (2017 e 2023) e 12 indicações ao Grammy e ao Grammy Latino em cinco categorias diferentes, conquistando até o momento dois Grammy e dois Grammy Latinos. Sua presença nas plataformas digitais também é expressiva, com quase meio bilhão de streams e mais de 32 milhões de reproduções de sua música Little Paradise no Spotify.
Nos palcos, Eliane oferece uma experiência musical única, apresentando sua versatilidade como pianista, cantora, arranjadora e compositora. Com sua personalidade carismática e performances envolventes, ela entrega um repertório diversificado que transita entre jazz, música brasileira, clássica e pop. Como descreveu a revista Jazziz, Eliane Elias é "uma cidadã do mundo" e "uma artista que vai além das categorias"
Reconhecimento e Premiações
Eliane Elias já recebeu quatro prêmios Grammy e Grammy Latino, além de acumular 12 indicações em cinco categorias diferentes.
- 1996 – Sua primeira indicação ao Grammy veio com o dueto com Herbie Hancock, concorrendo na categoria de Melhor Solo de Jazz Instrumental.
- 2012 – Sua composição What About the Heart foi indicada ao Grammy na categoria de Melhor Música Brasileira.
- 2016 – Venceu o Grammy na categoria de Melhor Álbum de Jazz Latino com Made In Brazil, que também foi indicado a Melhor Engenharia de Gravação.[6][7]
- 2017 – Conquistou o Grammy Latino na categoria de Melhor Álbum de Jazz Latino com Dance of Time,[8] que também recebeu indicação em Melhor Engenharia de Gravação.[6]
- 2022 – Venceu tanto o Grammy quanto o Grammy Latino na categoria de Melhor Álbum de Jazz Latino com Mirror Mirror, em parceria com Chick Corea e Chucho Valdés.[9][10]
- 2023 – Seu álbum Quietude recebeu indicações ao Grammy e ao Grammy Latino nas categorias de Melhor Álbum de Jazz Latino e Melhor Álbum de Engenharia de Som.
- 2025 – Foi novamente indicada ao Grammy de Melhor Álbum de Jazz Latino, com seu álbum Time and Again.[11]

Depoimentos sobre Eliane Elias
"Os vocais inebriantes de Elias evocam a serenidade de uma floresta após uma chuva suave; sua musicalidade é uma força por si só. Com uma arte poderosa, seu talento naturalmente prodigioso se fortaleceu ainda mais nos últimos anos – um feito alcançado apenas pelas verdadeiras elites do mundo musical. ★★★★★" – DownBeat
"A pianista e cantora brasileira Eliane Elias domina o teclado com uma impressionante destreza de duas mãos, desmentindo sua imagem de irmã loira da mítica Garota de Ipanema." – The New York Times
"Eliane Elias faz mais pela unidade hemisférica do que a Organização das Nações Unidas." – People Magazine
"Eliane Elias pertence a uma geração de pianistas intensos; ela ataca a música como uma leoa atacando sua presa, ao mesmo tempo em que expressa uma ternura no âmago de sua paixão que, às vezes, me leva às lágrimas." – Herbie Hancock
"Foi o single de Astrud Gilberto, 'Garota de Ipanema', lançado em 1964, que transformou a bossa nova em uma sensação mundial. Agora, Eliane Elias dá continuidade a essa tradição com Quietude, um álbum que rivaliza com a beleza colaborativa e o minimalismo poético do icônico LP de 1964." – The Wall Street Journal
"Eliane Elias brilha em duetos com Chick Corea e Chucho Valdés... uma envolvente suíte de duetos de piano." – JAZZIZ
"... o que distingue Elias como uma das principais intérpretes da bossa nova contemporânea é sua soberba musicalidade, a forma como flutua sobre o ritmo e integra seus vocais ao seu sólido acompanhamento de piano jazzístico. ★★★★★" – Associated Press
"A fusão das habilidades de Elias como artista de jazz com suas raízes em São Paulo faz dela uma das mais impressionantes intérpretes de bossa nova, sambas e choros com influência do jazz." – Los Angeles Times

## Discografia
- 1986: Amanda
- 1987: Illusions
- 1988: So Far So Close
- 1989: Cross Currents
- 1989: Eliane Elias Plays Jobim
- 1991: A Long Story
- 1992: Fantasia
- 1993: Paulistana
- 1993: On the Classical Side
- 1994: Solos and Duets
- 1995: Best Of
- 1996: The Three Americas
- 1997: Impulsive!
- 1998: Sings Jobim
- 2000: Everything I Love
- 2001: The Best of Eliane Elias, Vol. 1: Originals
- 2002: Kissed by Nature
- 2003: Timeless Eliane Elias
- 2003: Brazilian Classics
- 2004: Giants of Jazz: Eliane Elias
- 2004: Dreamer
- 2005: Sings & Plays
- 2006: Around the City
- 2008: Something for You: Eliane Elias Sings & Plays Bill Evans
- 2008: Bossa Nova Stories
- 2009: Plays Live
- 2011: Light My Fire
- 2012: Swept Away
- 2013: I Thought About You: A Tribute to Chet Baker
- 2015: Made in Brazil
- 2017: Dance of Time
- 2018: Music from Man Of La Mancha
- 2019: Love Stories
- 2021: Mirror Mirror
- 2022: Quietude
- 2024: Time And Again